# Alaemon
Genre
Alaemon est un genre de passereaux de la famille des Alaudidae.

## Liste des espèces
Selon la classification de référence du Congrès ornithologique international (version 7.1, 2017) :
- Alaemon alaudipes (Desfontaines, 1789)
  - Alaemon alaudipes alaudipes (Desfontaines, 1789)
  - Alaemon alaudipes boavistae Hartert, 1917
  - Alaemon alaudipes desertorum (Stanley, 1814)
  - Alaemon alaudipes doriae (Salvadori, 1868)
- Alaemon hamertoni Witherby, 1905
  - Alaemon hamertoni alter Witherby, 1905
  - Alaemon hamertoni hamertoni Witherby, 1905
  - Alaemon hamertoni tertius Clarke, S, 1919